# ハッピーマンデー制度

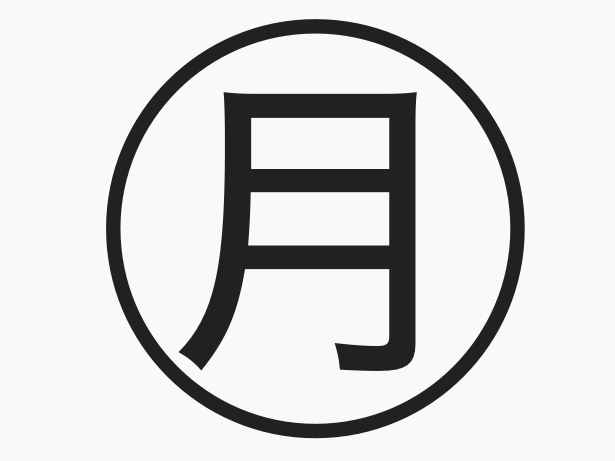
月曜日を意味する丸がついた「月」の文字

ハッピーマンデー制度（ハッピーマンデーせいど）とは、日本において国民の祝日の一部を、従来の固定日から特定週の月曜日に移動させた法改正である。

## 概説
公務員や中規模以上の企業を中心に週休2日制が浸透したため、月曜日を国民の祝日とする事によって土曜日・日曜日と合わせた3連休とし、余暇を過ごしてもらおうという趣旨で制定された。
「国民の祝日に関する法律の一部を改正する法律」（平成10年法律第141号）によって「成人の日」および「体育の日」が、「国民の祝日に関する法律及び老人福祉法の一部を改正する法律」（平成13年法律第59号）によって「海の日」および「敬老の日」が、それぞれ月曜日に移動した。
なお、移動方法については「従来の日付に近い方の月曜日」のような追従型でなく、「○月の第○月曜日」のように固定型となっている。これらの祝日設定は、アメリカ合衆国にある同様の制度（月曜休日統一法）の設定にならったものである。
| 日付          | 移動年 | 祝日名                       |
| ------------- | ------ | ---------------------------- |
| 1月1日        |        | 元日                         |
| 1月第2月曜日  | 2000年 | 成人の日                     |
| 2月11日       |        | 建国記念の日                 |
| 2月23日       |        | 天皇誕生日                   |
| 3月20日頃     |        | 春分の日                     |
| 4月29日       |        | 昭和の日                     |
| 5月3日        |        | 憲法記念日                   |
| 5月4日        |        | みどりの日                   |
| 5月5日        |        | こどもの日                   |
| 7月第3月曜日  | 2003年 | 海の日                       |
| 8月11日       |        | 山の日                       |
| 9月第3月曜日  | 2003年 | 敬老の日                     |
| 9月23日頃     |        | 秋分の日                     |
| 10月第2月曜日 | 2000年 | スポーツの日（旧・体育の日） |
| 11月3日       |        | 文化の日                     |
| 11月23日      |        | 勤労感謝の日                 |

このうち「勤労感謝の日」に関しては、「秋の大型連休」構想（シルバーウィーク § 10月末 - 11月頭の大型連休）として「体育の日」と「勤労感謝の日」を「文化の日」前後へ移動させ、土曜日・日曜日や振替休日、国民の休日と合わせて5連休以上にすることが、2007年5月に自公連立政権によって検討されたことがある。
これは景気対策を狙ったものだったが、自民党内からも「祝日の本来の意味が失われる」と反対論が多く、実現には至らなかった。もっとも、現行法でも暦の関係で、偶発的に9月の大型連休（土日の週末連休+敬老の日+国民の休日+秋分の日の5連休）が発生することはある（実例：2009年〈平成21年〉、2015年〈平成27年〉）。
なお2020年および2021年に関しては、東京オリンピックの開催（2021年に延期）に伴い制定された「改正オリンピック特別措置法」（2018年6月13日成立）により、本来の上記日程とは異なり、海の日を東京五輪開幕前日の2020年7月23日（延期後は2021年7月22日）、体育の日改めスポーツの日を五輪開幕当日の2020年7月24日（延期後は2021年7月23日）、またハッピーマンデーの適用外である山の日を閉会翌日の2020年8月10日（延期後は閉会当日の2021年8月8日）、延期後の閉幕翌日の2021年8月9日は「山の日の振替休日」にそれぞれ変更して施行した。

## 競馬の開催
中央競馬は原則として土曜と日曜の開催であるが、ハッピーマンデーに行われる場合もある。詳細は競馬の開催#ハッピーマンデー制度による三連休開催を参考にされたい。